# J.V. Svensons Motorfabrik

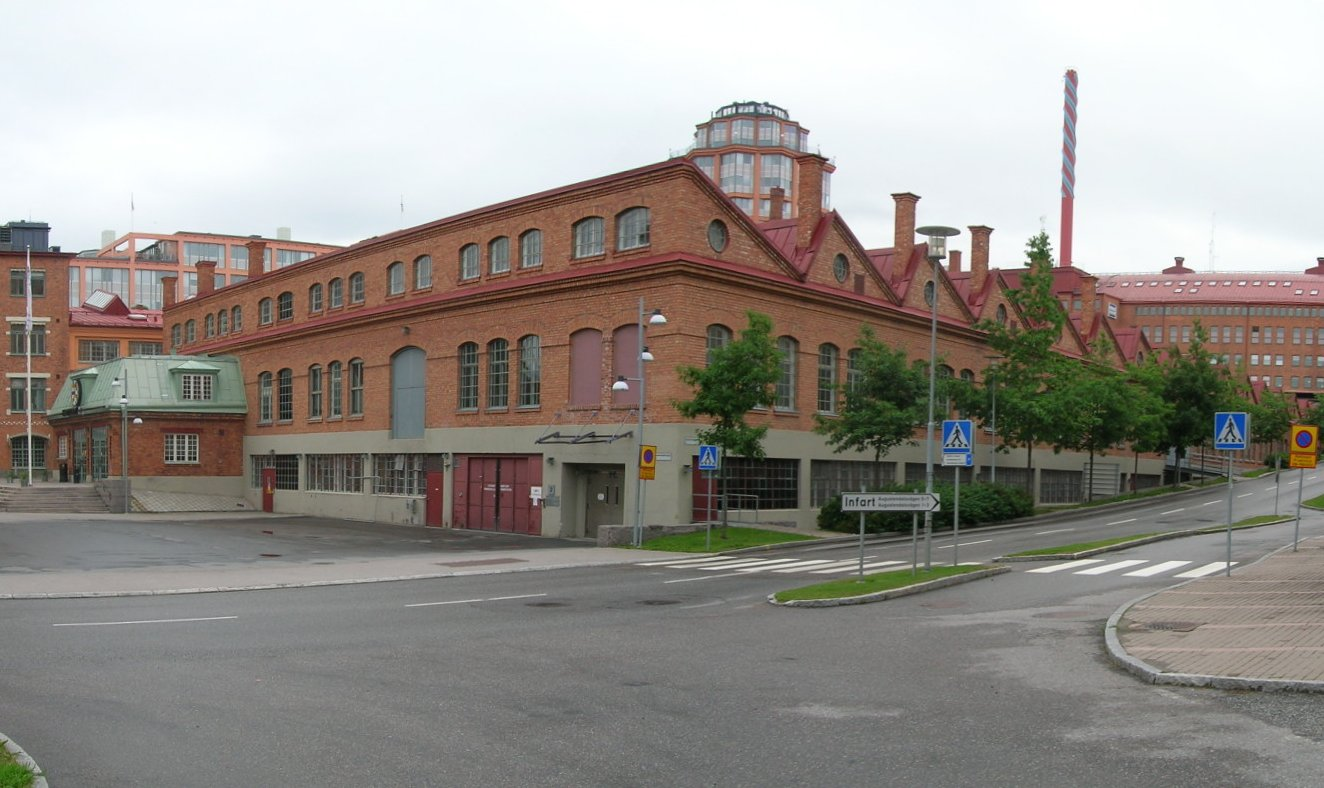
I de gamla fabrikslokalerna finns nu istället mässhallar.

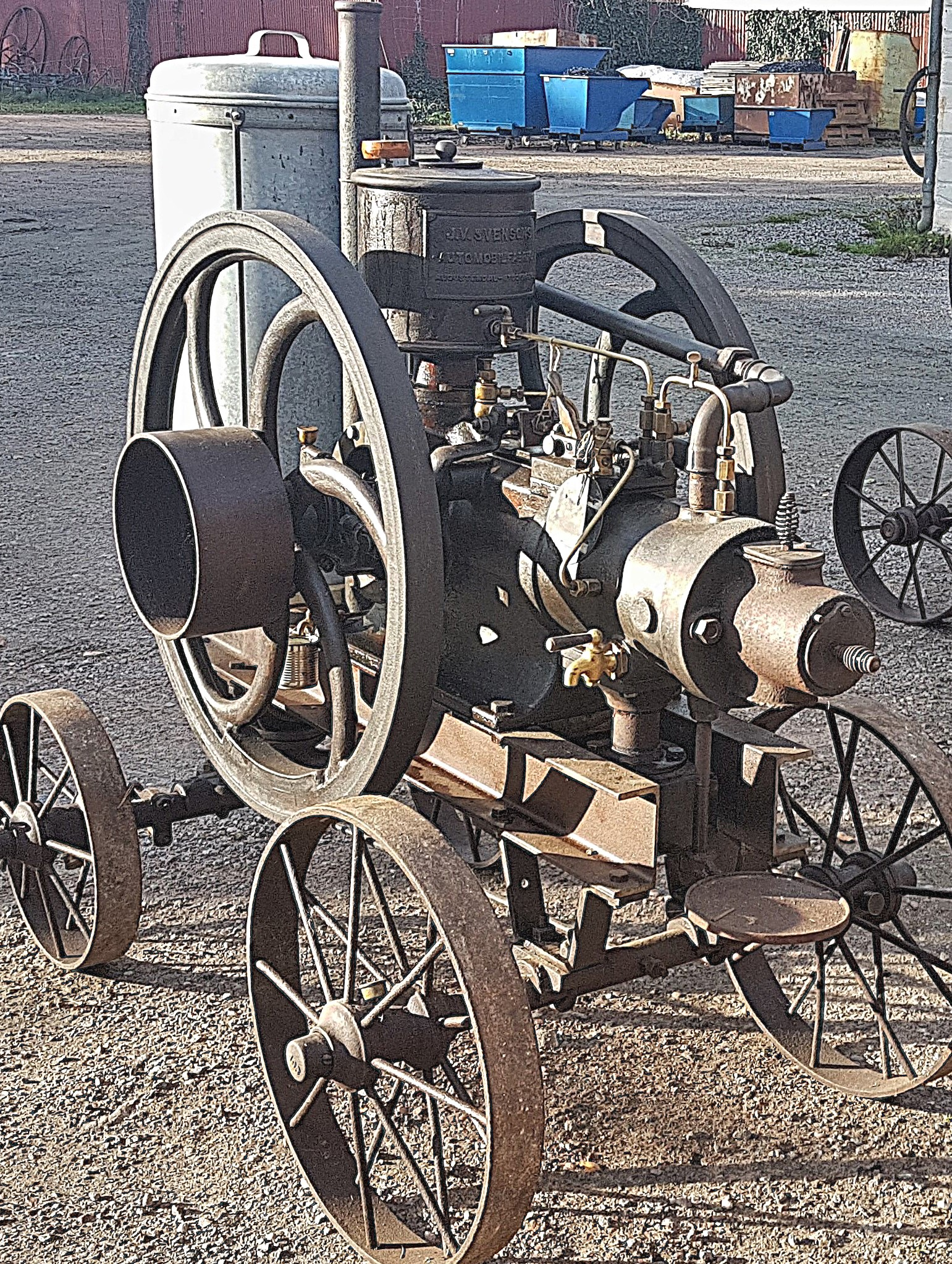
Avance motor no 25 vid RUBENS i Götene

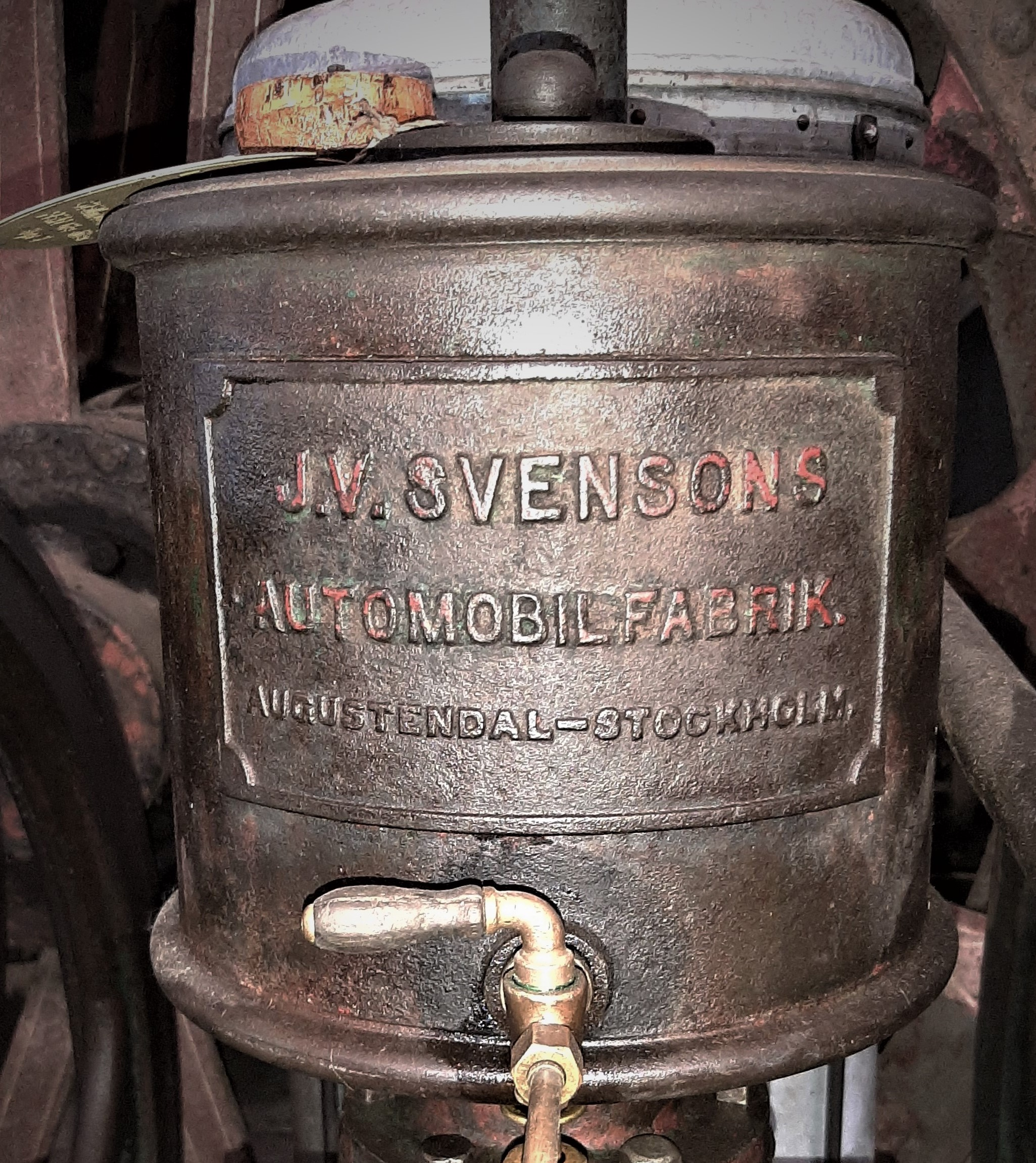
J.V. Svensons företagsnamn på AVANCE motor no 25

AB J.V. Svensons Motorfabrik var ett svenskt verkstadsföretag i Augustendal i Nacka.
År 1899 köpte Johan Victor Svenson två tidigare sommarnöjen i Nacka, Augustendal och Jacobsdal. Syftet var att där anlägga en bilfabrik. När fabriken stod färdig visade det sig emellertid att utvecklingen inom bilområdet gick för snabbt. I väntan på en lämplig och hållbar konstruktion beslöt Svenson istället att låta tillverka fotogenmotorer. Det ledde också till att firmanamnet ändrades 1907 från AB J.V.Svensons Automobilfabrik till AB J.V.Svensons Motorfabrik. Motorerna, som såldes under namnet "Avance", blev snart en succé. Endast i Sverige kom omkring 3000 fartyg att utrustas med en Avance-motor. , , Den största exporten kom att gå till Ryssland, där de användes till motorplogar. År 1917 hade J.V. Svenson blivit Sveriges största enskilda arbetsgivare med 523 anställda[källa behövs]. 
I samband med ryska revolutionen drabbades emellertid företaget av en kris som 1922 ledde till konkurs. Efter rekonstruktion av Handelsbanken fick företaget namnet AB Avancemotor. År 1929 uppgick AB Avancemotor i Munktells Mekaniska Verkstad AB, vilket i sin tur bytte namn till AB Bolinder-Munktell 1932, efter samgående med J. & C.G. Bolinders Mekaniska Verkstads AB. Efter en rad namnbyten heter företaget numer Volvo Construction Equipment.
De tidigare fabrikslokalerna används som mäss- och eventanläggning.